# ترمل
ترمل (به فرانسوی: Trémel) یک کمون در فرانسه است که در Canton of Plestin-les-Grèves واقع شده‌است.

## خصوصیات
ترمل ۱۱٫۹۳ کیلومترمربع مساحت و ۴۰۳ نفر جمعیت دارد.